# Frode Kippe
Frode Kippe (ur. 17 stycznia 1978 w Oslo) – norweski piłkarz, występujący na pozycji obrońcy, obecnie jest kapitanem Lillestrøm SK. 

## Życiorys

### Kariera klubowa
Kippe rozpoczął profesjonalną karierę w norweskim klubie Lillestrøm SK w wieku 19 lat, ale szybko bo już w następnym sezonie został kupiony do Liverpoolu. Tam spędził cztery lata, nie występując jednak w żadnym oficjalnym meczu pierwszego zespołu (występował za to w trzecioligowym Stoke City, gdzie przebywał na zasadzie wypożyczenia w latach 1999-2001). 
Ostatecznie 22 lutego 2002 Kippe powrócił do swojego pierwszego profesjonalnego klubu Lillestrøm SK, gdzie jest jego zawodnikiem do dziś.

## Sukcesy

### Klubowe
Lillestrøm SK
- Zdobywca Pucharu Norwegii: 2007, 2017